# Match de football Espagne – Malte (1983)
Le match de football Espagne – Malte disputé le 21 décembre 1983 au stade Benito-Villamarín de Séville compte pour la dernière journée des éliminatoires du Championnat d'Europe de football 1984. Avant le match, les Espagnols ont besoin d'une victoire de onze buts ou plus face aux Maltais pour finir premier de leur groupe devant les Pays-Bas et se qualifier à leurs dépens. L'Espagne s'impose 12-1 et se qualifie ainsi pour le Championnat d'Europe de football 1984, où elle termine finaliste, battue par la France.

## Avant le match
Avant le match, le classement est le suivant dans le groupe 7 des éliminatoires (victoire à deux points) :
| Rang | Équipe               | Pts | J | G | N | P | Bp | Bc | Diff |
| ---- | -------------------- | --- | - | - | - | - | -- | -- | ---- |
| 1    | Pays-Bas             | 13  | 8 | 6 | 1 | 1 | 22 | 6  | +16  |
| 2    | Espagne              | 11  | 7 | 5 | 1 | 1 | 12 | 7  | +5   |
| 3    | République d'Irlande | 9   | 8 | 4 | 1 | 3 | 20 | 10 | +10  |
| 4    | Islande              | 3   | 8 | 1 | 1 | 6 | 3  | 13 | -10  |
| 5    | Malte                | 2   | 7 | 1 | 0 | 6 | 4  | 25 | -21  |

Après une défaite 2-1 le 16 novembre sur le terrain des Pays-Bas, puis la victoire des Néerlandais 5-0 contre Malte, les Espagnols sont obligés de gagner de 11 buts pour rattraper la différence de buts et reprendre la première place, seule qualificative pour la phase finale en France.

## Déroulement du match
Le match commence mal pour les Espagnols avec un penalty manqué par Juan Señor. Santillana ouvre le score, mais Silvio Demanuele (en) égalise. À la mi-temps, le score est de 3-1 pour l'Espagne.
En seconde mi-temps, un quatrième but de Hipólito Rincón puis un enchaînement de quatre buts en six minutes permet à l'Espagne de reprendre espoir. Le 12e but est finalement marqué à la 84e minute par Juan Señor.
Il n'y avait que 25 000 spectateurs au début de la deuxième mi-temps, mais le stade est plein à craquer à la fin du match (50 000 spectateurs).
| Espagne - Malte                                                  | Espagne                                                                                        | 12 – 1  | Malte              | Estadio Benito Villamarín, Séville                                       |                                                                          |
| 21 décembre 1983 · 20:15 (UTC+01:00) · Historique des rencontres | Santillana 15e 26e 28e 75e · Rincón 46e 55e 63e 78e · Maceda 60e 62e · Sarabia 79e · Señor 84e | (3 - 1) | 24e Demanuele (en) | Spectateurs : 18 871 (50 000 à la fin du match) Arbitrage : Erkan Göksel | Spectateurs : 18 871 (50 000 à la fin du match) Arbitrage : Erkan Göksel |
| 21 décembre 1983 · 20:15 (UTC+01:00) · Historique des rencontres | Rapport de l'UEFA                                                                              |         |                    | Spectateurs : 18 871 (50 000 à la fin du match) Arbitrage : Erkan Göksel | Spectateurs : 18 871 (50 000 à la fin du match) Arbitrage : Erkan Göksel |

## Après le match
Grâce à ce résultat, l'Espagne se qualifie pour le Championnat d'Europe de football 1984 dont elle perd la finale 2-0 contre la France. 
Le résultat soulève des suspicions. Certains titres de presse européens parlent de match truqué, la fédération maltaise a ouvert une enquête dans les jours suivant le match, mais aucune corruption n'est démontrée. En 2004, le journal britannique The Guardian liste le match parmi les plus suspects de l'histoire avec le RFA – Autriche de 1982 et la victoire 6-0 de l'Argentine sur le Pérou à la Coupe du monde 1978.
Ce match est considéré comme un moment historique de la sélection espagnole, qui se réconcilie avec son public après son parcours décevant à la Coupe du monde 1982 disputée à domicile. 